# Dyskografia Franz Ferdinand
Dyskografia Franz Ferdinand, szkockiego zespołu indierockowego, składa się z 6 albumów studyjnych, 1 albumu z remiksami, 2 albumów kompilacyjnych, 2 albumów koncertowych, 1 albumu wideo, 7 minialbumów, 30 singli i 30 teledysków (stan na maj 2025 roku).
Pierwszym dużym sukcesem zespołu na listach przebojów był drugi singiel „Take Me Out”, który dotarł do trzeciego miejsca na brytyjskiej liście przebojów . Po wydaniu singla ukazał się ich debiutancki album Franz Ferdinand, który zadebiutował na trzecim miejscu na liście UK Albums Chart. Zespół zdobył nagrodę Mercury Music Prize w 2004 roku oraz dwie nagrody BRIT w 2005 roku w kategoriach: Najlepszy Brytyjski Zespół i Najlepszy Brytyjski Wykonawca Rockowy. Magazyn NME uznał płytę Franz Ferdinand za Album Roku 2004.
Dodatkowo, Franz Ferdinand nagrał i wydał jeden album jako FFS (skrót od Franz Ferdinand and Sparks), będąc supergrupą współpracującą z amerykańskim zespołem artrockowym Sparks, w 2015 roku.

## Albumy

### Albumy studyjne
| Rok                                                     | Tytuł                                     | Szczegóły                                                                      | Najwyższa pozycja na liście | Najwyższa pozycja na liście | Najwyższa pozycja na liście | Najwyższa pozycja na liście | Najwyższa pozycja na liście | Najwyższa pozycja na liście | Najwyższa pozycja na liście | Najwyższa pozycja na liście | Najwyższa pozycja na liście | Najwyższa pozycja na liście | Najwyższa pozycja na liście |
| Rok                                                     | Tytuł                                     | Szczegóły                                                                      | UK                          | SCO                         | AUS                         | BEL                         | FRA                         | GER                         | IRL                         | NL                          | POL                         | SWI                         | US                          |
| ------------------------------------------------------- | ----------------------------------------- | ------------------------------------------------------------------------------ | --------------------------- | --------------------------- | --------------------------- | --------------------------- | --------------------------- | --------------------------- | --------------------------- | --------------------------- | --------------------------- | --------------------------- | --------------------------- |
| 2004                                                    | Franz Ferdinand                           | - Data: 9 lutego 2004 - Wydawca: Domino - Format: CD, LP, download             | 3                           | 2                           | 12                          | 7                           | 26                          | 16                          | 2                           | 18                          | —                           | 35                          | 32                          |
| 2005                                                    | You Could Have It So Much Better          | - Data: 3 października 2005 - Wydawca: Domino - Format: CD, LP, download       | 1                           | 1                           | 5                           | 4                           | 5                           | 2                           | 2                           | 9                           | 35                          | 4                           | 8                           |
| 2009                                                    | Tonight: Franz Ferdinand                  | - Data: 26 stycznia 2009 - Wydawca: Domino - Format: CD, LP, box set, download | 2                           | 2                           | 6                           | 4                           | 4                           | 2                           | 10                          | 4                           | 24                          | 3                           | 9                           |
| 2013                                                    | Right Thoughts, Right Words, Right Action | - Data: 26 sierpnia 2013 - Wydawca: Domino - Format: CD, LP, download          | 6                           | 2                           | 18                          | 5                           | 6                           | 4                           | 19                          | 3                           | 11                          | 3                           | 24                          |
| 2018                                                    | Always Ascending                          | - Data: 9 lutego 2018 - Wydawca: Domino - Format: CD, CC, LP, download         | 6                           | 3                           | 28                          | 21                          | 14                          | 13                          | 35                          | 19                          | —                           | 5                           | 12                          |
| 2025                                                    | The Human Fear                            | - Data: 10 stycznia 2025 - Wydawca: Domino - Format: CD, CC, LP, download      | 3                           | 1                           | —                           | 33                          | 29                          | 11                          | —                           | 31                          | 7                           | 6                           | —                           |
| „—” oznacza, że album nie był notowany na danej liście. |                                           |                                                                                |                             |                             |                             |                             |                             |                             |                             |                             |                             |                             |                             |
| [ 2 ] [ 7 ]                                             | [ 2 ] [ 7 ]                               | [ 7 ]                                                                          | [ 1 ]                       | [ 1 ]                       | [ 8 ] [ 9 ]                 | [ 8 ] [ 9 ]                 | [ 8 ] [ 9 ]                 | [ 8 ] [ 9 ]                 | [ 10 ]                      | [ 8 ]                       | [ 11 ]                      | [ 8 ]                       | [ 12 ]                      |

### Albumy z remiksami
| Rok  | Tytuł                  | Szczegóły                                                             | Źr.    |
| ---- | ---------------------- | --------------------------------------------------------------------- | ------ |
| 2009 | Blood: Franz Ferdinand | - Data: 18 kwietnia 2009 - Wydawca: Domino - Format: CD, LP, download | [ 13 ] |

### Kompilacje
| Rok                                                     | Tytuł                             | Szczegóły                                                                       | Najwyższa pozycja na liście | Najwyższa pozycja na liście | Najwyższa pozycja na liście | Najwyższa pozycja na liście | Najwyższa pozycja na liście | Najwyższa pozycja na liście | Najwyższa pozycja na liście | Najwyższa pozycja na liście | Najwyższa pozycja na liście |
| Rok                                                     | Tytuł                             | Szczegóły                                                                       | UK                          | SCO                         | BEL                         | FRA                         | GER                         | JPN                         | NL                          | SWI                         | US                          |
| ------------------------------------------------------- | --------------------------------- | ------------------------------------------------------------------------------- | --------------------------- | --------------------------- | --------------------------- | --------------------------- | --------------------------- | --------------------------- | --------------------------- | --------------------------- | --------------------------- |
| 2014                                                    | Late Night Tales: Franz Ferdinand | - Data: 15 września 2014 - Wydawca: Late Night Tales - Format: CD, LP, download | —                           | —                           | —                           | 150                         | —                           | —                           | —                           | —                           | —                           |
| 2022                                                    | Hits to the Head                  | - Data: 11 marca 2022 - Wydawca: Domino - Format: CD, LP, CC, download          | 7                           | 4                           | 22                          | 55                          | 9                           | 45                          | 31                          | 15                          | —                           |
| „—” oznacza, że album nie był notowany na danej liście. |                                   |                                                                                 |                             |                             |                             |                             |                             |                             |                             |                             |                             |
| [ 2 ] [ 7 ]                                             | [ 2 ] [ 7 ]                       | [ 7 ]                                                                           | [ 1 ]                       | [ 1 ]                       | [ 14 ] [ 15 ]               | [ 14 ] [ 15 ]               | [ 14 ] [ 15 ]               | [ 16 ]                      | [ 14 ]                      | [ 14 ]                      | [ 12 ]                      |

### Albumy koncertowe
| Rok  | Tytuł                              | Szczegóły                                                           | Źr.    |
| ---- | ---------------------------------- | ------------------------------------------------------------------- | ------ |
| 2003 | Live 2003                          | - Data: 22 grudnia 2003 - Wydawca: własnym nakładem - Format: winyl | [ 17 ] |
| 2014 | Live 2014 at the London Roundhouse | - Data: 2014 - Wydawca: Concert Live - Format: CD, download         | [ 18 ] |

## EP-ki
| Rok  | Tytuł                        | Szczegóły                                                              | Źr.           |
| ---- | ---------------------------- | ---------------------------------------------------------------------- | ------------- |
| 2006 | Remixes                      | - Data: 2006 - Wydawca: Domino - Format: 12", CD                       | [ 19 ]        |
| 2009 | iTunes Festival: London 2009 | - Data: 9 lipca 2009 - Wydawca: Domino - Format: download              | [ 20 ] [ 21 ] |
| 2011 | Covers                       | - Data: 16 kwietnia 2011 - Wydawca: Domino - Format: 12", CD, download | [ 22 ]        |
| 2013 | The North Sea                | - Data: 29 lipca 2013 - Wydawca: Domino - Format: 12", download        | [ 23 ]        |
| 2013 | Live E.P.                    | - Data: 12 sierpnia 2013 - Wydawca: Domino - Format: download          | [ 24 ]        |
| 2013 | Evil Action                  | - Data: 18 września 2013 - Wydawca: Domino - Format: CD, download      | [ 25 ]        |
| 2014 | Spotify Session              | - Data: 3 lutego 2014 - Wydawca: ? - Format: streaming                 | [ 26 ] [ 27 ] |

## Single
| Rok | Tytuł                       | Najwyższa pozycja na liście | Najwyższa pozycja na liście | Najwyższa pozycja na liście | Najwyższa pozycja na liście | Najwyższa pozycja na liście | Najwyższa pozycja na liście | Najwyższa pozycja na liście | Najwyższa pozycja na liście | Najwyższa pozycja na liście | Najwyższa pozycja na liście | Najwyższa pozycja na liście | Album                                     |
| Rok | Tytuł                       | UK                          | SCO                         | AUS                         | CAN                         | FRA                         | GER                         | IRL                         | JPN                         | NLD                         | POL (LP3)                   | US                          | Album                                     |
| --- | --------------------------- | --------------------------- | --------------------------- | --------------------------- | --------------------------- | --------------------------- | --------------------------- | --------------------------- | --------------------------- | --------------------------- | --------------------------- | --------------------------- | ----------------------------------------- |
| 2003 | „Darts of Pleasure”         | 44                          | 35                          | —                           | —                           | —                           | —                           | —                           | —                           | —                           | —                           | —                           | Franz Ferdinand                           |
| 2004 | „Take Me Out”               | 3                           | 2                           | 25                          | 7                           | 92                          | —                           | 8                           | —                           | 72                          | 15                          | 66                          | Franz Ferdinand                           |
| 2004 | „The Dark of the Matinée”   | 8                           | 7                           | —                           | —                           | —                           | 88                          | 27                          | —                           | 73                          | —                           | —                           | Franz Ferdinand                           |
| 2004 | „Michael”                   | 17                          | 15                          | —                           | —                           | —                           | —                           | 39                          | —                           | —                           | —                           | —                           | Franz Ferdinand                           |
| 2004 | „This Fire”                 | —                           | —                           | 62                          | —                           | —                           | —                           | —                           | —                           | 85                          | —                           | —                           | brak                                      |
| 2005 | „Do You Want To”            | 4                           | 2                           | —                           | —                           | 68                          | 70                          | 26                          | —                           | 13                          | —                           | 76                          | You Could Have It So Much Better          |
| 2005 | „Walk Away”                 | 13                          | 9                           | —                           | —                           | —                           | 96                          | 46                          | —                           | 84                          | 7                           | —                           | You Could Have It So Much Better          |
| 2006 | „The Fallen”                | 14                          | 4                           | 51                          | —                           | —                           | —                           | 41                          | —                           | 91                          | —                           | —                           | You Could Have It So Much Better          |
| 2006 | „Eleanor Put Your Boots On” | 30                          | 17                          | —                           | —                           | —                           | —                           | —                           | —                           | —                           | 35                          | —                           | brak                                      |
| 2008 | „Lucid Dreams”              | —                           | —                           | —                           | 35                          | —                           | —                           | —                           | —                           | —                           | —                           | —                           | brak                                      |
| 2008 | „Ulysses”                   | 20                          | 3                           | 62                          | 73                          | 31                          | 41                          | —                           | 3                           | 74                          | 14                          | —                           | Tonight: Franz Ferdinand                  |
| 2009 | „No You Girls”              | 22                          | 3                           | 34                          | 54                          | 46                          | 80                          | —                           | 39                          | 95                          | 5                           | —                           | Tonight: Franz Ferdinand                  |
| 2009 | „Can't Stop Feeling”        | —                           | 28                          | —                           | —                           | 69                          | —                           | —                           | —                           | —                           | 24                          | —                           | Tonight: Franz Ferdinand                  |
| 2009 | „What She Came For”         | —                           | 59                          | —                           | —                           | —                           | —                           | —                           | —                           | —                           | —                           | —                           | Tonight: Franz Ferdinand                  |
| 2009 | „Live Alone”                | —                           | —                           | —                           | —                           | —                           | —                           | —                           | —                           | —                           | 35                          | —                           | Tonight: Franz Ferdinand                  |
| 2013 | „Right Action”              | —                           | —                           | —                           | —                           | —                           | —                           | —                           | 22                          | —                           | —                           | —                           | Right Thoughts, Right Words, Right Action |
| 2013 | „Love Illumination”         | —                           | —                           | —                           | —                           | 148                         | —                           | —                           | —                           | —                           | 21                          | —                           | Right Thoughts, Right Words, Right Action |
| 2013 | „Evil Eye”                  | —                           | —                           | —                           | —                           | —                           | —                           | —                           | —                           | —                           | 22                          | —                           | Right Thoughts, Right Words, Right Action |
| 2014 | „Bullet”                    | —                           | —                           | —                           | —                           | —                           | —                           | —                           | —                           | —                           | 46                          | —                           | Right Thoughts, Right Words, Right Action |
| 2014 | „Fresh Strawberries”        | —                           | —                           | —                           | —                           | —                           | —                           | —                           | —                           | —                           | 37                          | —                           | Right Thoughts, Right Words, Right Action |
| 2014 | „Stand on the Horizon”      | —                           | —                           | —                           | —                           | —                           | —                           | —                           | —                           | —                           | —                           | —                           | Right Thoughts, Right Words, Right Action |
| 2017 | „Always Ascending”          | —                           | —                           | —                           | —                           | —                           | —                           | —                           | —                           | —                           | 50                          | —                           | Always Ascending                          |
| 2018 | „Feel the Love Go”          | —                           | —                           | —                           | —                           | —                           | —                           | —                           | —                           | —                           | —                           | —                           | Always Ascending                          |
| 2018 | „Lazy Boy”                  | —                           | —                           | —                           | —                           | 174                         | —                           | —                           | —                           | —                           | —                           | —                           | Always Ascending                          |
| 2018 | „Glimpse of Love”           | —                           | —                           | —                           | —                           | —                           | —                           | —                           | —                           | —                           | —                           | —                           | Always Ascending                          |
| 2021 | „Billy Goodbye”             | —                           | —                           | —                           | —                           | —                           | —                           | —                           | —                           | —                           | ×                           | —                           | Hits to the Head                          |
| 2022 | „Curious”                   | —                           | —                           | —                           | —                           | —                           | —                           | —                           | —                           | —                           | ×                           | —                           | Hits to the Head                          |
| 2024 | „Audacious”                 | —                           | —                           | —                           | —                           | —                           | —                           | —                           | —                           | —                           | ×                           | —                           | The Human Fear                            |
| 2024 | „Night or Day”              | —                           | —                           | —                           | —                           | —                           | —                           | —                           | —                           | —                           | ×                           | —                           | The Human Fear                            |
| 2025 | „Hooked”                    | —                           | —                           | —                           | —                           | —                           | —                           | —                           | —                           | —                           | ×                           | —                           | The Human Fear                            |
| „—” oznacza, że singel nie był notowany na danej liście. "×" oznacza okresy, w których listy nie istniały bądź nie były archiwizowane. |                             |                             |                             |                             |                             |                             |                             |                             |                             |                             |                             |                             |                                           |
| [ 2 ] [ 7 ] | [ 2 ] [ 7 ]                 | [ 1 ]                       | [ 1 ]                       | [ 28 ]                      | [ 12 ]                      | [ 29 ]                      | [ 30 ]                      | [ 10 ]                      | [ 31 ]                      | [ 32 ]                      | [ 33 ]                      | [ 12 ]                      | [ 2 ] [ 7 ]                               |

## Wideografia

### Albumy wideo
| Rok                                                     | Tytuł            | Szczegóły                                    | Najwyższa pozycja na liście | Najwyższa pozycja na liście |
| Rok                                                     | Tytuł            | Szczegóły                                    | JPN                         | UK                          |
| ------------------------------------------------------- | ---------------- | -------------------------------------------- | --------------------------- | --------------------------- |
| 2005                                                    | Franz Ferdinanad | - Data: 2005 - Wydawca: Domino - Format: DVD | 57                          | —                           |
| „—” oznacza, że album nie był notowany na danej liście. |                  |                                              |                             |                             |
| [ 34 ]                                                  | [ 34 ]           | [ 34 ]                                       | [ 16 ]                      | [ 1 ]                       |

### Teledyski
| Rok  | Tytuł                       | Reżyseria                             | Źr.    |
| ---- | --------------------------- | ------------------------------------- | ------ |
| 2003 | „Darts of Pleasure”         | Scott Lyon                            | [ 35 ] |
| 2004 | „Take Me Out”               | Jonas Odell                           | [ 36 ] |
| 2004 | „The Dark of the Matinée”   | Chris Hopewell                        | [ 35 ] |
| 2004 | „Michael”                   | Uwe Flade                             | [ 35 ] |
| 2004 | „This Fire”                 | StyleWar                              | [ 35 ] |
| 2005 | „Do You Want To”            | Diane Martel                          | [ 37 ] |
| 2005 | „Walk Away”                 | Scott Lyon                            | [ 38 ] |
| 2006 | „The Fallen”                | Alex and Martin                       | [ 35 ] |
| 2006 | „L. Wells”                  | Blair Young                           | [ 39 ] |
| 2006 | „Jeremy Fraser”             | Scott Lyon                            | [ 35 ] |
| 2006 | „Eleanor Put Your Boots On” | Chris Hopewell                        | [ 40 ] |
| 2006 | „Wine in the Afternoon”     | Blair Young                           | [ 41 ] |
| 2007 | „All My Friends”            | Anna McCarthy                         | [ 42 ] |
| 2009 | „Ulysses”                   | Will Lovelace, Dylan Southern         | [ 43 ] |
| 2009 | „No You Girls”              | Nima Nourizadeh                       | [ 44 ] |
| 2009 | „Can't Stop Feeling”        | Russell Weekes                        | [ 45 ] |
| 2013 | „Right Action”              | Jonas Odell                           | [ 46 ] |
| 2013 | „Love Illumination”         | Tim Saccenti                          | [ 47 ] |
| 2013 | „Evil Eye”                  | Diane Martel                          | [ 48 ] |
| 2013 | „Bullet”                    | Andy Knowles                          | [ 49 ] |
| 2014 | „Erdbeer Mund”              | Anna McCarthy                         | [ 50 ] |
| 2014 | „Fresh Strawberries”        | Margarita Louca                       | [ 51 ] |
| 2014 | „Stand on the Horizon”      | Karan Kandhari                        | [ 52 ] |
| 2017 | „Always Ascending”          | AB/CD/CD                              | [ 53 ] |
| 2018 | „Feel the Love Go”          | Diane Martel                          | [ 54 ] |
| 2018 | „Glimpse of Love”           | Alice Kunisue                         | [ 55 ] |
| 2021 | „Billy Goodbye”             | Diane Martel, Alex Kapranos, Ben Cole | [ 56 ] |
| 2022 | „Curious”                   | Andy Knowles                          | [ 57 ] |
| 2024 | „Audacious”                 | Andy Knowles                          | [ 58 ] |
| 2024 | „Night or Day”              | Rianne White                          | [ 59 ] |